# Kid Ink
Kid Ink, właściwie Brian Todd Collins (ur. 1 kwietnia 1986 w Los Angeles w stanie Kalifornia) – amerykański raper, kompozytor i producent. Podpisał umowę z RCA Records. Nagrał dwa albumy studyjne i jeden EP.

## Kariera
W lutym 2010 wydał Collins swój pierwszy mixtape World Tour, pod swoim pseudonimem Rockstar. Przez to został DJ Ill Will uważny, który wziął Collinsa pod swoją wytwórnie płytową Tha Alumni Group. Równocześnie Collins zmienił swój pseudonim na Kid Ink. W listopadzie 2010 wydał swój pierwszy mixtape Crash Landing jako Kid Ink. W następnych dwóch latach wydał trzy kolejne mixtape’y Daydreamer, Wheels Up i Rocketshipshawty.
12 czerwca 2012 wydał swój pierwszy album studyjny Up & Away, który dotarł do 20. miejsca amerykańskiej listy przebojów Billboard 200. Album sprzedał się 20.000 egzemplarzy w pierwszym tygodniu. Pierwszy single z albumu „Time of Your Life” został wydany 7 lutego 2012.
4 stycznia 2013 ogłosił, że podpisał kontrakt płytowy z RCA Records, a pierwszy single pod nowej wytwórnie płytowej „Bad Ass”, gościnnie z Wale i Meek Mill, został wydany 22 stycznia 2013. Tytuł dotarł do 90. miejsca listy Billboard Hot 100. 28 maja 2013 został wydany swój pierwszy EP Almost Home, gościnnie między innymi z French Montana, Wale, Meek Mill, ASAP Ferg i Rico Love. EP dotarł do 27. miejsca listy Billboard 200. Drugi single „Money and the Power” został wydany 28 maja 2013, który dotarł do 70. miejsca niemieckiej listy przebojów. Drugi album studyjny My Own Lane ukazał się 7 stycznia 2014. Album dotarł do 3. miejsca listy Billboard 200, z 50 000 sprzedanych egzemplarzy w pierwszym tygodniu. Pierwszy single z albumu „Show Me”, gościnnie z Chris Brownem, został przebojem w Stanach Zjednoczonych. Single dotarł do 13. miejsca listy Billboard Hot 100, a 20 marca 2014 osiągnął status platynowy.

## Dyskografia

### Albumy

#### Albumy studyjne
| Rok  | Dane dot. albumu | Najwyższe pozycje na listach | Najwyższe pozycje na listach | Najwyższe pozycje na listach | Najwyższe pozycje na listach | Najwyższe pozycje na listach | Najwyższe pozycje na listach | Najwyższe pozycje na listach | Najwyższe pozycje na listach | Najwyższe pozycje na listach | Najwyższe pozycje na listach | Sprzedaż      |
| Rok  | Dane dot. albumu | US                           | US R&B                       | US Rap                       | AUS                          | AUT                          | CAN                          | FRA                          | GER                          | SWI                          | UK                           | Sprzedaż      |
| ---- | --- | ---------------------------- | ---------------------------- | ---------------------------- | ---------------------------- | ---------------------------- | ---------------------------- | ---------------------------- | ---------------------------- | ---------------------------- | ---------------------------- | ------------- |
| 2012 | Up & Away - Wydany: 12 czerwca 2012 - Wytwórnia: Tha Alumni Music Group - Format: CD, digital download                             | 20                           | 3                            | 2                            | –                            | –                            | 78                           | –                            | –                            | –                            | –                            | - US: 29 000  |
| 2014 | My Own Lane - Wydany: 7 stycznia 2014 - Wytwórnia: Tha Alumni Music Group, 88 Classic, RCA - Format: CD, digital download          | 3                            | 2                            | 1                            | 26                           | 16                           | 10                           | 48                           | 12                           | 8                            | 34                           | - US: 113 000 |
| 2015 | Full Speed - Wydany: 30 stycznia 2015 - Wytwórnia: Tha Alumni Music Group, 88 Classic, RCA - Format: CD, digital download          | 14                           | 1                            | 1                            | 15                           | 12                           | 12                           | 42                           | 10                           | 7                            | 10                           |               |
| 2015 | Summer in the Winter - Wydany: 25 grudnia 2015 - Wytwórnia: Tha Alumni Music Group, 88 Classic, RCA - Format: CD, digital download | –                            | –                            | –                            | –                            | –                            | –                            | –                            | –                            | –                            | –                            |               |

#### EP
| Rok  | Dane dot. albumu | Najwyższe pozycje na listach | Najwyższe pozycje na listach | Najwyższe pozycje na listach | Najwyższe pozycje na listach | Najwyższe pozycje na listach | Najwyższe pozycje na listach | Najwyższe pozycje na listach | Najwyższe pozycje na listach | Najwyższe pozycje na listach | Najwyższe pozycje na listach | Sprzedaż     |
| Rok  | Dane dot. albumu | US                           | US R&B                       | US Rap                       | AUS                          | AUT                          | CAN                          | FRA                          | GER                          | SWI                          | UK                           | Sprzedaż     |
| ---- | --- | ---------------------------- | ---------------------------- | ---------------------------- | ---------------------------- | ---------------------------- | ---------------------------- | ---------------------------- | ---------------------------- | ---------------------------- | ---------------------------- | ------------ |
| 2012 | Almost Home - Wydany: 12 czerwca 2012 - Wytwórnia: Tha Alumni Music Group, 88 Classic, RCA - Format: CD, digital download | 27                           | 5                            | 4                            | –                            | –                            | –                            | –                            | –                            | –                            | –                            | - US: 22 000 |

#### Mixtape’y
| Rok  | Dane dot. albumu                                                                                            |
| ---- | --- |
| 2010 | World Tour - Wydany: 1 lutego 2010 - Wytwórnia: wydanie własne - Format: Digital download                   |
| 2010 | Crash Landing - Wydany: 15 listopada 2010 - Wytwórnia: Tha Alumni Music Group - Format: Digital download    |
| 2011 | Daydreamer - Wydany: 21 czerwca 2011 - Wytwórnia: Tha Alumni Music Group - Format: Digital download         |
| 2011 | Wheels Up - Wydany: 10 października 2011 - Wytwórnia: Tha Alumni Music Group - Format: Digital download     |
| 2012 | Rocketshipshawty - Wydany: 21 listopada 2012 - Wytwórnia: Tha Alumni Music Group - Format: Digital download |
| 2014 | 4B’s (z Batgang) - Wydany: 26 sierpnia 2014 - Wytwórnia: Tha Alumni Music Group - Format: Digital download  |

### Single
| Rok  | Tytuł                                              | Najwyższe pozycje na listach | Najwyższe pozycje na listach | Najwyższe pozycje na listach | Najwyższe pozycje na listach | Najwyższe pozycje na listach | Najwyższe pozycje na listach | Najwyższe pozycje na listach | Najwyższe pozycje na listach | Najwyższe pozycje na listach | Najwyższe pozycje na listach | Certyfikaty                               | Album                |
| Rok  | Tytuł                                              | US                           | US R&B                       | US Rap                       | AUS                          | AUT                          | CAN                          | FRA                          | GER                          | SWI                          | UK                           | Certyfikaty                               | Album                |
| ---- | -------------------------------------------------- | ---------------------------- | ---------------------------- | ---------------------------- | ---------------------------- | ---------------------------- | ---------------------------- | ---------------------------- | ---------------------------- | ---------------------------- | ---------------------------- | ----------------------------------------- | -------------------- |
| 2011 | „Hero”                                             | –                            | –                            | –                            | –                            | –                            | –                            | –                            | –                            | –                            | –                            |                                           | —                    |
| 2012 | „Tuna Roll”                                        | –                            | –                            | –                            | –                            | –                            | –                            | –                            | –                            | –                            | –                            |                                           | Wheels Up            |
| 2012 | „I Just Want It All”                               | –                            | –                            | –                            | –                            | –                            | –                            | –                            | –                            | –                            | –                            |                                           | Daydreamer           |
| 2012 | „Time of Our Life”                                 | –                            | –                            | –                            | –                            | –                            | –                            | –                            | –                            | –                            | –                            |                                           | Up & Away            |
| 2012 | „Lost in the Sauce”                                | –                            | –                            | –                            | –                            | –                            | –                            | –                            | –                            | –                            | –                            |                                           | Up & Away            |
| 2012 | „What I Do”                                        | –                            | –                            | –                            | –                            | –                            | –                            | –                            | –                            | –                            | –                            |                                           | Wheels Up            |
| 2012 | „Keep It Rollin”                                   | –                            | –                            | –                            | –                            | –                            | –                            | –                            | –                            | –                            | –                            |                                           | Crash Landing        |
| 2013 | „Bad Ass” (featuring Meek Mill & Wale)             | 90                           | 27                           | 21                           | –                            | –                            | –                            | –                            | –                            | –                            | –                            |                                           | Almost Home          |
| 2013 | „Money and the Power”                              | –                            | 52                           | –                            | –                            | –                            | –                            | –                            | 70                           | –                            | –                            |                                           | Almost Home          |
| 2013 | „Show Me” (featuring Chris Brown)                  | 13                           | 4                            | 2                            | 46                           | 47                           | 67                           | 58                           | 36                           | 32                           | 23                           | - AUS: platyna - UK: srebro - US: platyna | My Own Lane          |
| 2013 | „Iz U Down” (featuring Tyga)                       | –                            | 57                           | –                            | –                            | –                            | –                            | –                            | 91                           | –                            | –                            |                                           | My Own Lane          |
| 2014 | „Main Chick” (featuring Chris Brown)               | 60                           | 16                           | 7                            | –                            | –                            | –                            | 161                          | 99                           | –                            | 69                           | - US: złoto                               | My Own Lane          |
| 2014 | „Body Language” (featuring Usher & Tinashe)        | 72                           | 21                           | 15                           | 77                           | –                            | –                            | –                            | 54                           | –                            | 46                           | - US: złoto                               | Full Speed           |
| 2015 | „Hotel” (featuring Chris Brown)                    | 96                           | 30                           | 25                           | 60                           | –                            | –                            | –                            | 30                           | –                            | 43                           |                                           | Full Speed           |
| 2015 | „Be Real” (featuring Dej Loaf)                     | 43                           | 12                           | 7                            | –                            | –                            | –                            | –                            | 77                           | –                            | –                            | - US: złoto                               | Full Speed           |
| 2015 | „Ride Out” (oraz Tyga, Wale, YG & Rich Homie Quan) | 70                           | 22                           | 14                           | 44                           | 26                           | 48                           | 51                           | 21                           | 25                           | 70                           |                                           | Furious 7: OST       |
| 2015 | „Dolo” (featuring R. Kelly)                        | –                            | –                            | –                            | –                            | –                            | –                            | –                            | 91                           | –                            | –                            |                                           | Full Speed           |
| 2015 | „Promise” (featuring Fetty Wap)                    | –                            | –                            | –                            | –                            | –                            | –                            | –                            | –                            | –                            | –                            |                                           | Summer in the Winter |

### Teledyski
| Rok  | Tytuł                                          | Reżyser                        |
| ---- | ---------------------------------------------- | ------------------------------ |
| 2010 | „Run This”                                     | Alex Nazari                    |
| 2010 | „All I Know” (featuring Sterling Simms)        | Alex Nazari                    |
| 2010 | „Please”                                       | Alex Nazari                    |
| 2010 | „Take Over the World” (featuring Ty$)          | Alex Nazari                    |
| 2010 | „Keep It Rollin”                               | Alex Nazari                    |
| 2010 | „La La La”                                     | Alex Nazari                    |
| 2011 | „Tat It Up”                                    | DJ Ill Will                    |
| 2011 | „360” (featuring Meek Mill)                    | Alex Nazari                    |
| 2011 | „Tats On My Face”                              | —                              |
| 2011 | „It’s On”                                      | Alex Nazari                    |
| 2011 | „Lowkey Poppin”                                | Alex Nazari                    |
| 2011 | „Ms. Jane”                                     | —                              |
| 2011 | „Cali Dreamin”                                 | DJ Ill Will                    |
| 2011 | „I Just Want It All”                           | Strange Customs                |
| 2011 | „Get Mine” (featuring Nipsey Hussle)           | Levon Muradian                 |
| 2011 | „What I Do”                                    | Levon Muradian                 |
| 2011 | „Never Chance”                                 | George Orozco                  |
| 2012 | „Tuna Roll”                                    | Dan Centrone                   |
| 2012 | „No Sticks No Seeds”                           | —                              |
| 2012 | „Lost In the Sauce”                            | Strange Customs                |
| 2012 | „Time of Your Life”                            | Alex Nazari                    |
| 2012 | „Neva Gave a Fuck”                             | Dan Centrone                   |
| 2012 | „STFU” (featuring Pries)                       | Jon Duckworth                  |
| 2012 | „Hear Them Talk”                               | HotNewHipHop                   |
| 2012 | „Drippin’”                                     | Grizz Lee                      |
| 2012 | „No One Left”                                  | Grizz Lee                      |
| 2012 | „Hell & Back”                                  | Alex Nazari                    |
| 2012 | „Bom Bom”                                      | Holla At Gill                  |
| 2012 | „Is It You”                                    | Grizz Lee                      |
| 2012 | „Roll Out”                                     | Da Visionaryz                  |
| 2012 | „Ghost”                                        | Angelo Deprater & Holla At Gil |
| 2012 | „OG”                                           | Born Original                  |
| 2012 | „Can’t Ignore Me”                              | George Orozco                  |
| 2013 | „What They Doin’” (featuring YG)               | Matt Alonzo                    |
| 2013 | „Bad Ass” (featuring Meek Mill & Wale)         | Alex Nazari                    |
| 2013 | „Bossin’ Up”                                   | Dan Centrone                   |
| 2013 | „Money and the Power”                          | Alex Nazari                    |
| 2013 | „Fuck Sleep” (featuring Rico Love)             | Alex Nazari                    |
| 2013 | „I Know Who You Are” (featuring Casey Veggies) | Born Original                  |
| 2013 | „Sunset”                                       | Jake Janisse                   |
| 2013 | „Show Me” (featuring Chris Brown)              | Chris Brown                    |
| 2014 | „No Miracles” (featuring Elle Varner & MGK)    | Simon Davis                    |
| 2014 | „Iz U Down” (featuring Tyga)                   | Hundred Proof                  |
| 2014 | „Main Chick” (featuring Chris Brown & Tyga)    | —                              |
| 2014 | „No Option” (featuring King Los)               | Born Original                  |
| 2014 | „More than a King” (featuring King Los)        | Dan Centrone                   |
| 2014 | „I Don’t Care” (featuring Maejor Ali)          | Dan Centrone                   |
| 2014 | „Rollin’”                                      | George Orozco                  |